# Basilius (bier)
Basilius is een Belgisch bier van hoge gisting.
Het bier wordt gebrouwen in De Proefbrouwerij te Lochristi voor "'t Brugs Bierinstituut".
Het is een helder, donker, koperkleurig bier met een alcoholpercentage van 7% (16° Plato). Dit bier is vernoemd naar de heilige Basilius van Caesarea die leefde in Cappadocië in de 4de eeuw. De vermeende ruggenwervels van deze heilige worden bewaard als relikwie te Brugge.